# Ruminacje
Ruminacje – rodzaj obsesyjnych myśli, charakteryzujący się ciągłymi wątpliwościami co do jakości i faktu wykonanych czynności; występują one najczęściej w zaburzeniu obsesyjno-kompulsyjnym, jednak mogą pojawić się również samodzielnie jako jedna z odmian obsesji. Często występującymi ruminacjami są myśli dotyczące wątpliwości, czy wykonało się określone ważne czynności (takie jak zakręcenie kranu, zamknięcie domu itp.). 
Określenie oznacza również uporczywe myśli koncentrujące się na przeżywanych symptomach stresu oraz jego przyczynach w rozumieniu chorego, obecne w niektórych rodzajach depresji.